# دهه ۴۷۰ (پیش از میلاد)
دهه ۴۷۰ (پیش از میلاد) ۴۷مین دهه قبل از مبدا شروع تقویم میلادی است.